# 方策
方 策（ほう さく）は、中華圏の人名。中華民国において、同姓同名の2人の要人が存在する。
- 方策 (浙江) - 中華民国の軍人。本記事において詳述する。
- 方策 (貴州) - 中華民国の革命家・政治家（1887 - 1945）。貴州省の革命派団体である自治学社の幹部。民国成立後は孫文（孫中山）を支持した。

方 策（ほう さく）は中華民国の軍人。浙江軍（浙軍）出身の軍人で、後に国民革命軍に加入した。字は定中。

## 事績

### 北京政府から国民革命軍へ
1909年（宣統元年）に江南陸師学堂第4期工兵科を卒業する。辛亥革命勃発後は浙江省革命派の支隊参軍官に任ぜられ、後に江浙聯軍総司令部工兵部長となる。中華民国成立後の1913年（民国2年）に黄興が南京で第二革命（二次革命）を起こすと、方策は司令部中校参謀を務めている。二次革命失敗後の翌1914年（民国3年）、方は浙江省に戻り浙軍第12旅参謀に任ぜられた。1916年（民国5年）、浙軍第7団中校団附となり、同年中に北京の陸軍大学第5期で学ぶ。1919年（民国8年）12月に卒業、浙軍に復帰し、1925年（民国14年）には第12団団長に昇進した。
1926年（民国15年）、方策は国民革命軍に加入し、第26軍の団長に任ぜられて北伐に従軍した。翌1927年（民国16年）に第26軍第2師副師長に昇進し、同年8月には同師師長に就任、さらに11月には第26軍参謀長に移っている。1928年（民国17年）1月、第26軍副軍長も兼ね、まもなく軍長代理として第2期北伐に参戦した。その後、軍の再編が実施され、第26軍は第6師に縮小、それにより方は第6師副師長（師長代理）に転じた。その後は京滬衛戍司令も務め、1929年（民国18年）に第45師師長に昇進している。1930年（民国19年）12月、浙江省政府委員兼清郷督弁に任ぜられた。

### 河南省での活動
1932年（民国21年）、方策は河南省に異動し、河南省第3区行政督察専員に任命された。1935年（民国24年）9月からは河南省政府委員に起用され、民政庁庁長を兼任している。同年12月、商震が河南省政府主席に任ぜられると、李培基が民政庁長に就任したため、方は省政府委員専任に移った。1938年（民国27年）2月、商の省政府主席退任（後任は程潜）に伴い李も河南省を離れたため、方は民政庁長に返り咲いている。
同年9月に程潜が河南省政府主席を退くと、しばらく主席の地位は空白となったが、翌1939年（民国28年）2月に方策が省政府主席代理（民政庁長兼任）となった。9月、衛立煌が省政府主席となると、方は民政庁長として衛を支える。1942年（民国31年）1月に衛が退任して李培基が省政府主席となっても、方は引き続き同じ地位で李を補佐した。1944年（民国33年）7月、李が省政府主席を退任（後任は劉茂恩）すると、方も9年近く務めた民政庁長を辞任、軍事委員会中将参議に転じた。1945年（民国34年）、軍風紀巡視団主任委員に任命されている。日中戦争終結直後の同年10月20日、西安市にて病没。享年60。死後、陸軍中将位に加えて上将銜を追贈された。

## 注
1. ↑  徐主編（2007）、218頁による。劉国銘主編（2005）、87頁は1887年（光緒13年）としている。
2. 1 2 3  徐主編（2007）、218頁。
3. 1 2 3 4  劉国銘主編（2005）、87頁。
4. ↑  徐主編（2007）、218-219頁。